# Prezydenci Namibii
Lista prezydentów Namibii:
| #                  | Imię i nazwisko                | Portret | Objął urząd   | Zdał urząd     | Partia polityczna |
| ------------------ | ------------------------------ | ------- | ------------- | -------------- | ----------------- |
| Prezydenci Namibii |                                |         |               |                |                   |
| 1                  | Sam Nujoma (1929–2025)         |         | 21 marca 1990 | 21 marca 2005  | SWAPO             |
| 2                  | Hifikepunye Pohamba (1935–)    |         | 21 marca 2005 | 21 marca 2015  | SWAPO             |
| 3                  | Hage Geingob (1941–2024)       |         | 21 marca 2015 | 4 lutego 2024  | SWAPO             |
| 4                  | Nangolo Mbumba (1941–)         |         | 4 lutego 2024 | 21 marca 2025  | SWAPO             |
| 5                  | Netumbo Nandi-Ndaitwah (1952–) |         | 21 marca 2025 | nadal urzęduje | SWAPO             |